# タマンナー・バティア
タマンナー・バティア（Tamannaah Bhatia、1989年12月21日 - ）は、インドの女優。テルグ語、タミル語、ヒンディー語の75本以上の映画作品に出演し、カライマーマニ賞や 南インド国際映画賞など数多くの賞を受賞している。また、フィルムフェア賞 南インド映画部門に8回、サターン賞に1回ノミネートされている。
2005年にヒンディー語映画『Chand Sa Roshan Chehra』、テルグ語映画『Sri』に出演し、2006年にテルグ語映画『Kedi』に出演してそれぞれの映画界にデビューした。代表作に『Happy Days』『Kalloori』『Konchem Ishtam Konchem Kashtam』『Ayan』『Paiyaa』『Sura』『Siruthai』『100% Love』『Oosaravelli』『Veeram』『Racha』『Tadakha』『Aagadu』『バーフバリ 伝説誕生』『Bengal Tiger』『Oopiri』『Dharma Durai』『Devi』『バーフバリ 王の凱旋』『Sketch』『Kanne Kalaimaane』『F2: Fun and Frustration』『サイラー ナラシムハー・レッディ 偉大なる反逆者』『F3: Fun and Frustration』『Jailer』『Aranmanai 4』があり、これらの実績からテルグ語映画、タミル語映画のスター女優の地位を確立した。

## 生い立ち
1989年12月21日にマハーラーシュトラ州ボンベイで生まれた。両親はサントーシュとラジニ・バティアで、アーナンド・バティアという兄がいる。シンディ・ヒンドゥー教徒の子孫で、ムンバイのマネクジ・クーパー・エデュケーション・トラスト・スクールで教育を受けた。13歳で演劇の勉強を始め、プリトヴィ劇場に1年間参加した後、舞台演劇に参加した。

## キャリア

### 2005年 - 2015年
2005年、タマンナーはアビジート・サワントの「Lafzo Mein」というミュージックビデオに出演し、その後、ヒンディー語映画『Chand Sa Roshan Chehra』で女優デビューしたが、興行成績は振るわなかった。同年、テルグ語映画では『Sree』、タミル語映画では2006年に『Kedi』でデビューした。2007年に公開された『Viyabari』は興行的には振るわなかったものの、彼女の演技は批評家から高い評価を得た。その後、『Happy Days』と『Kalloori』で演じた大学生役が好評を博し、両作品とも興行的的成功を収めた。この成功により、彼女はテルグ語とタミル語の映画界を代表する女優となった。
2008年には『Kalidasu』でテルグ語映画での人気を集め、『Ready』や『Netru Indru Naalai』ではカメオ出演している。2009年にはタミル語映画『Padikkadavan』に出演し、映画の評価は賛否両論だったものの、彼女の演技は絶賛された。また、『Konchem Ishtam Konchem Kashtam』にも出演し、批評家からは高い評価を得たが、興行成績は平均的な結果に終わった。スーリヤと共演した『Ayan』は商業的にヒットし、映画界における彼女の地位をさらに確固たるものにした。しかし、『Ananda Thandavam』は、彼女の演技が高い評価を得たとはいえ、この時期唯一の商業的な失敗作となった。ヒンディー語映画『ジャブ・ウィー・メット』のリメイクである『Kanden Kadhalai』は批評家から演技を絶賛され、サウス・スコープを受賞した。この時期、彼女はタミル語映画界で誰もが認める人気女優の地位を確立した。
2010年にはタミル語のロードムービー『Paiyaa』に主演して好評を博し、商業的にも成功した。しかし、『Sura』と『Thillalangadi』は興行的には失敗している。2011年にはタミル語映画『Siruthai』に主演し、演技を酷評されたものの商業的には成功している。『Ko』でカメオ出演し、テルグ語映画『100% Love』では複数の映画賞を受賞した。『Badrinath』は評価が分かれたが、興行的には成功を収めた。『Venghai』では批評家の意見が分かれる役を演じたが、『Oosaravelli』は興行的にヒットし、彼女の演技は批評家から絶賛された。
2012年、タマンナーは4本のテルグ語映画に出演。『Racha』は商業的ヒットとなり、彼女の演技は賞賛を浴びた。『Endukante Premanta』と『Rebel』は興行的には失敗したが、彼女の演技は称賛された。『Cameraman Gangatho Rambabu』では批評家から演技を絶賛された。2013年に出演した『Himmatwala』では興行的に失敗したものの、テルグ語映画『Tadakha』で成功を収めた。2014年には『Veeram』のヒットでタミル語映画界に復帰したが、コメディ映画『Humshakals』は興行的に振るわなかった。また、『Alludu Seenu』の挿入曲「Labbar Bomma」ではアイテム・ナンバーを務め、『Entertainment』は平均的な興行成績を収めたが、『Aagadu』は商業的に苦戦した。
2015年には『Nannbenda』に本人役でカメオ出演し、キャラクターの声を担当した。大ヒットを記録した『バーフバリ 伝説誕生』ではアヴァンティカ役彼女の演技が高く評価された。同作はテルグ語映画で歴代3位の興行収入を記録し、主演女優としての地位を確固たるものにした。 しかし、続けて出演した『Vasuvum Saravananum Onna Padichavanga』は批評家から酷評されている。『Size Zero』ではカメオ出演を続け、『Bengal Tiger』ではその魅惑的な存在感を際立たせた。

### 2016年 - 2020年
2016年、ビマーネリ・シュリニヴァサ・ラーオの『Speedunnodu』の挿入曲「Bachelor Babu」でアイテム・ナンバーを務め、ヴァムシー・パイディパッリの『Oopiri』ではカールティ、アッキネーニ・ナーガールジュナと共演し、同作は好評を博した。その後、タミル語映画『Dharma Durai』では医者役を演じ、ノーメイクで撮影に臨んだ。この映画も好評を博し、興行成績も上々だった。ローヒト・シェッティの短編映画『Ranveer Ching Returns』ではランヴィール・シンと共演して好評を博した。10月にはテルグ語とカンナダ語の多言語映画『Jaguar』に出演し、挿入曲「Sampige」でアイテム・ナンバーを務めた。その後、『Devi』で一人二役を演じ、批評家から演技を絶賛された。また、興行的にも成功を収めている。『Kaththi Sandai』ではヴィシャールと共演したが、映画は興行的に失敗し、批評家からも酷評されている。
2017年に『バーフバリ 伝説誕生』の続編『バーフバリ 王の凱旋』で再びアヴァンティカ役を演じた。同作は批評的・興行的に大きな成功を収め、当時のインド映画で最高の興行収入を記録した。『Anbanavan Asaradhavan Adangadhavan』ではシランバラサンと共演した。同作は賛否両論となり、興行的には失敗に終わった。K・S・ラヴィンドラの『Jai Lava Kusa』ではN・T・ラーマ・ラオ・ジュニアと共演し、挿入曲「Swing Zara」でアイテム・ナンバーを務めた。
2018年にヴィジャイ・チャンダルの『Sketch』でヴィクラムと共演した。同作は批評家からも観客からも賛否両論だったが、タマンナーは批評家から演技を絶賛されている。その後はマラーティー語映画『Aa Bb Kk』に出演しで好評を博した。続いて公開されたテルグ語映画『Naa Nuvve』『Next Enti?』は批評家から酷評され、興行的にも失敗している。さらに、タマンナーは2018年インディアン・プレミアリーグの開会式にも出席している。カンナダ語映画『K.G.F: CHAPTER 1』ではアイテム・ナンバーを務めている。
2019年に『F2: Fun and Frustration』でヴェンカテーシュ・ダッグバーティと共演した。タミル語ドラマ映画『Kanne Kalaimaane』でウダヤニディ・スターリンと共演し、タマンナーの演技は批評家から高い評価を得た。A・L・ヴィジャイとプラブ・デーヴァが共同監督を務めたホラー・コメディ映画『Devi 2』に出演した。同作の評価は芳しくなかったが、ユーモアとホラーを掛け合わせたタマンナーの演技は絶賛された。ヒンディー語映画『Khamoshi』では聾唖（ろうあ）の少女を演じ、批評家から演技を絶賛された。スレンダル・レッディの『サイラー ナラシムハー・レッディ 偉大なる反逆者』ではチランジーヴィと共演し、彼女の演技は批評家から高い評価を得た。タミル語コメディ・ホラー映画『Petromax』では、彼女のコミカルな演技とスクリーン上での魅力的な存在感が評価された。スンダル・Cのタミル語映画『ACTION アクション!!』でヴィシャールと共演し、彼女の演技は批評家から高く評価された 。2020年は『Sarileru Neekevvaru』でマヘーシュ・バーブと共演し、挿入曲「Daang Daang」でアイテム・ナンバーを務めた。

### 2021年 - 現在

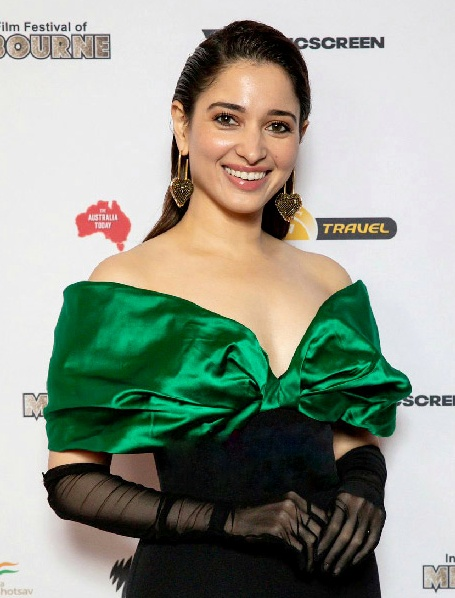
インディアン・フィルム・フェスティバル・メルボルンに出席するタマンナー（2022年）

2021年4月に『11th Hour』でウェブシリーズにデビューした。彼女の演技は称賛された一方で、ストーリーが彼女の才能を正当に評価していないと指摘する批評家もいた。翌5月には『November Story』に主演し、彼女の演技は高く評価されたものの、作品自体は大げさな台詞と迫力のあるアクションシーンの不足を批判されている。8月に『MasterChef India – Telugu』の司会者を務め、テレビ業界にも活動の幅を広げた。9月にはサンパト・ナンディの『Seetimaarr』でゴーピチャンドと共演し、彼女が演じたコーチ役は観客から絶賛された。続いて出演した『Maestro』では、多様な役柄に挑戦できる万能女優としての評価をさらに高めた。
2022年に『Ghani』でヴァルン・テージと共演し、挿入曲「Kodthe」でアイテム・ナンバーを務めた。5月には『F3: Fun and Frustration』でヴェンカテーシュ・ダッグバーティと共演し、興行的な成功を収めた。また、タマンナーのコミカルな演技も観客から好評を博した。9月にマドゥール・バンダルカルの『Babli Bouncer』に出演したが、批評家や観客からの評価は賛否両論だった。『Plan A Plan B』ではリテーシュ・デーシュムクと共演し、タマンナーの演技は批評家から高い評価を得ている。『Gurthunda Seethakalam』ではサティヤデーヴと共演し、タマンナーの演技は批評家から絶賛されたが、作品自体は酷評されている。
2023年は2023年インディアン・プレミアリーグ開幕式に出席した。恋愛ドラマシリーズ『Jee Karda』では、自分探しの旅に出かけ、結婚という概念に向き合う女性ラヴァニヤ役を演じた。Netflixの『慕情のアンソロジー2』の一エピソード『Sex with Ex』でヴィジャイ・ヴァルマと共演し、タマンナーは10年前に謎の失踪を遂げた女性シャンティ役を演じた。彼女の演技は高く評価され、2人の共演は視聴者から好評を博した。『Jailer』ではラジニカーントと共演し、同作はタミル語映画史上3番目の興行収入を記録した。チランジーヴィと共演した『Bhola Shankar』は批評家から酷評され、興行成績も振るわなかった。ブラリ事件を題材にした犯罪捜査スリラードラマ『Aakhri Sach』では女性捜査官アニヤ役を演じ、彼女の演技は高く評価された。年末、タマンナーはDileepと共演した映画『Bandra』でマラヤーラム語映画界にデビューした。この映画は賛否両論の評価を受け、興行成績は振るわなかった。
2024年、タマンナーはSundar CとRaashii Khannaと共にタミル語のコメディホラー映画『Aranmanai 4』に主演した。彼女の演じたセルヴィは、母親を守る恐ろしい存在で、この映画で傑出したキャラクターとして確立された。この映画は、2024年に最も興行収入を上げたタミル語映画のひとつとなった。。ヒンディー語のアクションドラマ『Vedaa』では、ジョン・エイブラハムと共に重要な役を演じる。さらに、ヒンディー語コメディ・ホラー映画『Stree 2』にカメオ出演しており、アマゾン・プライムのドラマシリーズ『Daring Partners』ではダイアナ・ペンティと共演した。また、アショーク・テージャのテルグ語超自然スリラー映画『Odela 2』に出演している。

## 映画以外の活動
タマンナーは映画以外にも様々な活動に参加している。モデルとしても活躍し、ファンタやチャンドリカなどのテレビCMにも出演している。 2015年3月にジー・テルグのブランド大使に就任し、ジュエリーブランドWite & Goldを立ち上げた。 2016年1月にはインド政府による子女教育支援キャンペーンBeti Bachao Beti Padhaoに参加した。2021年8月には
初の著書『Back To The Roots』がペンギン・ランダムハウス・インディアから出版された。2022年9月にSugar Cosmeticsの資本パートナーとなり、2023年1月にはIIFLファイナンスとVLCCのブランド大使に就任した。2023年10月には資生堂の初代インド大使に就任した。2024年1月、彼女はCellecor Gadgets Limitedのブランド・アンバサダーに就任し、同社の最新イヤホンとスマートウォッチを宣伝した。2024年3月、彼女は清涼飲料会社Rasnaのブランド・アンバサダーに就任した。

## フィルモグラフィー
- バーフバリ 伝説誕生（2015年）
- バーフバリ 王の凱旋（2017年）
- K.G.F: CHAPTER 1（2018年）
- ACTION アクション!!（2019年）
- サイラー ナラシムハー・レッディ 偉大なる反逆者（英語版）（2019年）
- Sarileru Neekevvaru（2020年）
- 慕情のアンソロジー2（英語版）（2023年）